# Kodaganahalli, Belur
Kodaganahalli là một làng thuộc tehsil Belur, huyện Hassan, bang Karnataka, Ấn Độ.